# Rodrigo Guirao Díaz
Antonio Rodrigo Guirao Díaz (Vicente López, provincia de Buenos Aires; 18 de enero de 1980) es un actor, modelo y músico argentino.

## Biografía
Nació en Vicente López, Argentina. A los once años perdió a su padre y a partir de ese momento su crianza estuvo a cargo de su madre. Tiene dos hermanos, Gonzalo y Ramiro.  
Antes de volcarse por completo a la actuación, desempeñó diversos trabajos como electricista de un negocio de videojuegos, cadete, mesero y finalmente en publicidad como modelo.
Es primo de la modelo Rocío Guirao Díaz.

## Carrera
Estudió actuación en el Centro Cultural San Martín y a partir de entonces ha seguido varios cursos de interpretación.
Comenzó trabajando como modelo, y en paralelo actuó en series juveniles como Rebelde Way, con una pequeña participación, y fue elenco teen de 1/2 falta y Paraíso Rock. Entre 2006 y 2007 fue el galán de Araceli Gonzalez en la versión argentina de la serie Amas de casa desesperadas. Continuó con participaciones en Son de Fierro y Patito feo. Entre 2008 y 2009, fue uno de los galancitos de Atracción x4, y junto a Luisana Lopilato, debutó en cine en La Cenicienta, bajo dirección de Alicia Zanca.
En 2009 actuó en Botineras, y entre 2010 y 2012 protagonizó la serie italiana Terra ribelle, donde interpretó el papel de Andrea. Un año después protagonizó junto a la actriz italiana Vittoria Puccini, la serie italiana Violetta, la cual está basada en la novela La dama de las camelias de Alexandre Dumas.
Durante 2013 participó de la telenovela Argentina Mi amor, mi amor, y debutó en cine en Un amor de película. En España, debutó en la serie Bienvenidos al Lolita, emitida en 2014. En ese mismo país, protagonizó la película Solo química. En 2015 debutó en la telenovela de Telemundo, filmada en México, Señora Acero.
En 2019, se va a Televisa para formar parte de la nueva producción titulada Rubí (telenovela de 2020), producida por Carlos Bardasano, donde interpreta a Héctor Ferrer el protagónico-Antagónico, donde comparte créditos con Camila sodi, José Ron, Kimberly Dos Ramos y Alejandra Espinoza.
En 2024 se unió al reparto de La encrucijada, serie española de televisión para Atresplayer y Antena 3 que sería estrenada en 2025.

## Filmografía
| Año  | Título                                                 | Personaje       | Director                  |
| ---- | ------------------------------------------------------ | --------------- | ------------------------- |
| 2011 | Ausante                                                | Alumno          | Marco Berger              |
| 2012 | Un amor de película                                    | Charly          | Diego Musiak              |
| 2015 | Solo química                                           | Eric Soto       | Alfonso Albacete          |
| 2015 | Baires                                                 | El mono         | Marcelo Páez-Cubells      |
| 2016 | Un corazón roto no es como un jarrón roto o un florero | Julio           | Isabel Coixet             |
| 2016 | 5 A.M. Cinco ante los miedos                           | Padre Rafael    | Ezio Massa                |
| 2017 | Un lugar en el Caribe                                  | Paolo           | Juan Carlos Fanconi       |
| 2017 | Hasta que me desates                                   | Gonzalo         | Tamae Garateguy           |
| 2018 | Punto muerto                                           | Gregorio Lupus  | Daniel de la Vega         |
| 2021 | Alter ego                                              | Detective joven | Ezio Massa                |
| 2021 | Después de ti                                          | Matías          | José Ramón Chávez Delgado |
| 2023 | Los bastardos                                          | Esteban         | Pablo Yotich              |
| 2023 | Humo bajo el agua                                      | Patricio        | Julio Midú y Fabio Junco  |
| 2023 | Juntos esta navidad                                    | Juan Andrés     | Héctor Rodríguez          |
| 2024 | Mi perfecto ex                                         | Pablo           | Yahayra Garrido           |

## Televisión
| Año       | Título                           | Personaje                                    | Notas                                         |
| --------- | -------------------------------- | -------------------------------------------- | --------------------------------------------- |
| 2002-2003 | Rebelde Way                      | Matías                                       |                                               |
| 2003      | Costumbres argentinas            | Estudiante                                   |                                               |
| 2005      | La niñera                        | Mariano                                      | Episodio: «El hombre de la bolsa de residuos» |
| 2005      | Historias de sexo de gente común | Richie                                       | Episodio 8 (Temporada 2)                      |
| 2005      | Paraíso rock                     | Mike                                         |                                               |
| 2005-2006 | 1/2 falta                        | Lisandro Arias                               |                                               |
| 2006-2007 | Amas de casa desesperadas        | Juan Juárez                                  |                                               |
| 2007      | Son de Fierro                    | Bruno Díaz                                   |                                               |
| 2007      | Patito Feo                       | Nicolás Ocampo                               |                                               |
| 2008-2009 | Atracción x4                     | Francisco Milhojas                           |                                               |
| 2009-2010 | Botineras                        | Walter Vázquez                               |                                               |
| 2010-2012 | Terra ribelle                    | Andrea Cristofani                            |                                               |
| 2011      | Violetta                         | Alfredo Germont                              | Película para televisión                      |
| 2012      | La chartreuse de Parme           | Fabrizio del Dongo                           | Película para televisión                      |
| 2012-2013 | Mi amor, mi amor                 | Benjamín Valtierra Fernández                 |                                               |
| 2014      | Bienvenidos al Lolita            | Jota                                         |                                               |
| 2015-2018 | Señora Acero                     | Mario Casas / Gustavo Bertoul / Roberto Ruiz |                                               |
| 2019      | Campanas en la noche             | José Carbajal                                |                                               |
| 2020      | Rubí                             | Héctor Ferrer Garza                          |                                               |
| 2022      | Corazón guerrero                 | Damián Guerrero / Damián Sánchez Corzo       |                                               |
| 2023      | De brutas nada                   | Director                                     |                                               |
| 2023      | Juego de mentiras                | Francisco Javier del Río                     |                                               |
| 2025      | Me atrevo a amarte               | Alejandro Sánchez-Guerra Méndez              |                                               |
| 2025      | La encrucijada                   | César Bravo                                  |                                               |

## Teatro
| Año  | Título        | Personaje     | Director     |
| ---- | ------------- | ------------- | ------------ |
| 2008 | La Cenicienta | Príncipe Azul | Alicia Zanca |